# Kenji Sakaguchi
Kenji Sakaguchi (Saitama, 5 maart 1975) is een voormalig Japans voetballer.

## Carrière
Kenji Sakaguchi speelde tussen 1993 en 1994 voor Urawa Red Diamonds.